# THE LEGEND (オペラユニット)
THE LEGEND（ザ・レジェンド）は、男性オペラ歌手による日本初のオペラユニット。

## 概要
男性オペラ歌手ならではのダイナミックな歌声と繊細なアンサンブルで、クラシック・オペラのみならず様々なジャンルの楽曲をレパトリーにしており、常にコーラスの新たな表現を追求し、日本全国の多くのファンを魅了し続けている。
2006年、オペラやコンサートで活躍する国立音楽大学出身の5人の男性オペラ歌手が一堂に会し「一夜限りの伝説のコンサートをやろう！」とオペラユニットを結成。その一夜限りのはずのコンサートが「クラッシックコンサートの常識を覆す画期的なステージだった」とクチコミで広まり、2007年から日本初の男性5人組オペラユニット「レジェンド」として活動を始めた。
メンバーはそれぞれオペラの本場イタリアへの留学経験を持ち、国内外のコンクール受賞歴のほか、数々のオペラやコンサートに出演する実力派揃い。男性オペラ歌手のダイナミックな五重唱と、娯楽性の高いステージパフォーマンスで、クラシックファンのみならず、新時代のクラシックエンターテインメントとして人気を集めている。
現在、専属ピアニストとして、西尾周祐がコンサートやディナーショーに帯同。

## メンバー
- 柿迫 秀（かきざこ あきら、1967年5月18日（57歳）- ）
テノール担当。島根県大田市出身[3]。
- 志村 糧一（しむら りょういち、1976年6月1日（48歳）- ）
テノール担当。山梨県南アルプス市出身[4]。
- 吉田 知明（よしだ ともあき、1977年1月11日（48歳）- ）
テノール担当。愛知県名古屋市出身。2020年からプロデューサーを兼務[5]。
- 内田 智一（うちだ ともかず、1977年5月13日（47歳）- ）
バリトン担当。北海道札幌市出身[6]。
- 三木 佑真（みき ゆうま、1988年8月16日（36歳）- ）
テノール担当。愛知県名古屋市出身。2020年4月加入[7]。
- 吉武 大地（よしたけ だいち、1979年2月28日（46歳）- ）
バリトン担当。埼玉県さいたま市出身。 2020年4月加入。リーダー[8]。

ピアニスト
- 西尾 周祐（にしお しゅうすけ、5月15日生まれ）
2015年から専属ピアニスト。兵庫県西宮市出身。

### 元メンバー
- 勝又 康介（かつまた こうすけ、1987年10月14日（37歳）- ）
テノール担当。東京都大田区出身[9]。2020年4月加入、2021年5月31日脱退。所属事務所も退所[10]。
- 磯谷 大樹（いそや だいき、1985年6月18日（39歳）- ）
バスバリトン担当。北海道札幌市出身[9]。2020年4月加入、2023年3月31日脱退。所属事務所も退所[11]。
- 菅原 浩史（すがわら ひろし、1980年10月1日[9] - 2023年5月12日[1][2]）
バスバリトン担当。岩手県東磐井郡川崎村（現：一関市川崎町）出身。川崎村立川崎中学校（現：一関市立）、岩手県立一関第二高等学校を経て国立音楽大学声楽科を首席で卒業。その後同大学院を修了。2023年3月下旬に転倒してからは闘病生活に専念するため、出演予定だった舞台やコンサートを全て降板した。同年5月12日に、クモ膜下出血により42歳で死去[1][12][13]。

元専属ピアニスト
- 清水 新（しみず あらた）
- 大滝 俊（おおたき しゅん）
- 大井 健（おおい たけし）
- 中村 匡宏（なかむら くにひろ）

## 来歴
- 2006年（平成18年）
  - 国立音楽大学の同窓生5人が一堂に会し、オペラユニット「レジェンド」を結成[1][2]。
  - 5月11日 - ファーストコンサートを開催。
- 2007年（平成19年）- 全国での活動を開始。
- 2010年（平成22年）- 学習院常磐会主催のチャリティーコンサートに出演し、正仁親王妃華子、承子女王、千家典子が観覧。
- 2011年（平成23年）
  - 国歌斉唱「2011アジアオープンプロフェッショナルダンス選手権大会 in 日本武道館」に出演。
  - 東日本復興支援キャラバンを岩手、宮城、福島県の避難所で実施。
  - 『永遠の0』でメジャーデビュー[1]
  - 『Pray for tomorrow～あすという日が～』コンサートを開催。
- 2012年（平成24年）
  - 日本橋三越ニューイヤーライブを開催。
  - 国歌斉唱「2012アジアオープンプロフェッショナルダンス選手権大会 in 日本武道館」に出演。
  - コンサートツアー『CHE SARA～希望の歌〜』を全国で開催。
  - 横濱ジャズプロムナードに出演。
  - 下関海峡大使に任命。
- 2013年（平成25年）
  - コンサートツアー『～Song for you～あなたに贈る歌～』を全国で開催。
  - JFN系列全国36局初の試みラジオニュージカル「CLUB LEGEND～エピソード0～」を放送。
- 2014年（平成26年）
  - コンサートツアー『〜Message〜』を全国で開催。
  - 12月 - 帝国ホテル東京クリスマスディナーショー（東京フィルハーモニー）をはじめ、全国でディナーショーを開催。
- 2015年（平成27年）
  - 相田みつをの作品に初めて曲を付けた「ひとりでもいい」をソニー・ミュージックダイレクトから発売。
  - コンサートツアー『ひまわりの旅』を全国で開催。
  - 12月 - 全国でクリスマスディナーショーを展開（5会場）。
- 2016年（平成28年）
  - ヴァンフォーレ甲府のホーム開幕戦にてゲストとして演奏。
  - 結成10周年記念コンサートツアー『たいせつなあなたへ』を開催（7会場）。
  - 結成10周年記念アルバム「dieci（ディエーチ）」（キングレコード）をリリース。
  - やまなし大使に任命。島根県大田市観光大使に任命。
  - 12月 - 全国でクリスマスディナーショーを開催。
- 2017年（平成29年）
  - 2月 -「あ・り・が・と・う・の歌」（キングレコード）をリリース。
  - 4月 - 全国ツアーを開催（7会場）。
  - 7月・9月 - レジェンド主演のオペラ「石見銀山」を上演（島根、東京公演）。
  - 10月 -「東京の合唱（コーラス）」「ふるさとの合唱（コーラス）」（キングレコード）をリリース。
  - 12月 - 帝国ホテルを始め、全国でクリスマスディナーショーを開催。
- 2018年（平成30年）
  - 1月 - レインボータウンFMのラジオ番組「レジェンドのオペラペラペラ」を放送開始。
  - 4月 -「La Speranza〜希望へ」コンサートツアー2018を開催（7会場）。
  - 6月 - グループ名を「ザ・レジェンド」に改名。日本初開催の国際ゾンタクラブの国際大会にて日本国国歌、スウェーデン国国歌、アメリカ合衆国国歌を演奏。
  - 9月 - 新作オペラ『フィガロの再婚』を制作上演。
  - 10月 - 石垣島クラシックフェスティバル「GAKI FES」に出演。
  - 12月 - 帝国ホテルを始め、全国でクリスマスディナーショーを開催。
- 2019年（平成31年・令和元年）
  - 2月 - ハイブリッドオペラ『フィガロの再婚』を東京で再演。
  - 4月 - 戦国オペラ『本能寺が燃える』THE LEGEND版を制作し、全国ツアーで上演。
  - 東京ミッドタウン日比谷『Hibiya Festival』に出演。
  - 8月 - 有田クラシックフェスティバル「ARITA CLASPA」に出演。
  - 10月 - オペラ『石見銀山』を東京文化会館大ホールで再演。
  - 『フィガロの再婚』ツアーを開催。
- 2020年（令和2年）
  - 1月5日 - ニューイヤーコンサートを開催。新メンバーの募集を発表。
  - 4月4日 - ヤマハホールでオーディションを開催。YouTube配信で吉武大地、磯谷大樹、三木佑真、勝又康介を採用。
  - 6月23日 - オンラインソロライブ「Let’s Meet Up～再会～」、『オンラインアフタートーク』を開催。

### チャリティーイベント
- 8月6日広島原爆記念日の灯籠流しオープニングで献奏を実施（2008年 - 2013年）。
- 8月9日長崎原爆祈念式典のサテライト会場での献奏を実施（2009年 - 2013年）。
- 2011年 - 東日本大震災復興支援キャラバンを実施。
- 下関中部少年学院の乳児院建設移転のためのチャリティーコンサートを実施。

### 国際ソロプチミスト
北ソリジョン大会
名寄、北見、旭川、弘前、青森、八戸、十和田、秋田、大曲、盛岡、久慈、山形、米沢、高畠、酒田、福島、会津、小松、千葉、長野、松本、藤枝、袋井、安城、府中、熊本、鹿児島で開催。
ゾンタクラブ
国際ゾンタ26地区大会、東京Ⅱ、札幌、岐阜、安芸コスモス。
ライオンズ
川崎さくらライオンズ。

## ディスコグラフィ

### シングル
|     | 発売日        | タイトル                    | 規格品番  | レーベル                       | 備考 |
| --- | ------------- | --------------------------- | --------- | ------------------------------ | --- |
| 1st | 2011年4月20日 | 永遠の0(ゼロ)               | MHCL-1886 | ソニー・ミュージックダイレクト | 百田尚樹の小説『永遠の0』を楽曲化。                                                                                                |
| 2nd | 2014年7月9日  | ふるさとは今もかわらず      | TECG-48   | テイチクエンタテインメント     | 新沼謙治の「ふるさとは今もかわらず」をカバー。                                                                                     |
| 3rd | 2015年6月24日 | ひまわりの旅/ひとりでもいい | MHCL-2527 | ソニー・ミュージックダイレクト | 「ひとりでもいい」の歌詞は詩人・書家の相田みつをの作品『めぐりあい』の詩を元に作詞、作曲。相田みつをの詩を歌にしたのは、これが初。 |
| 4th | 2017年2月8日  | あ・り・が・と・うの歌      | KICM-6005 | キングレコード                 | |

### アルバム
|     | 発売日         | タイトル                  | 規格品番  | レーベル                       | 備考                                 |
| --- | -------------- | ------------------------- | --------- | ------------------------------ | ------------------------------------ |
| 1st | 2011年11月30日 | CHE SARA                  | MHCL-2005 | ソニー・ミュージックダイレクト |                                      |
| 2nd | 2012年7月25日  | 旬歌 ～美しき国に生まれて | MHCL-2104 | ソニー・ミュージックダイレクト |                                      |
| 3rd | 2013年11月29日 | Message                   |           | エル ミュージック              | メンバーの企画・制作。               |
| 4th | 2016年4月27日  | dieci                     | KICC-1258 | キングレコード                 | 結成10周年を記念したベストアルバム。 |
| 5th | 2017年10月11日 | 東京の合唱(コーラス)      | KICC-1390 | キングレコード                 | ふるさとの合唱(コーラス)と同日発売。 |
| 6th | 2017年10月11日 | ふるさとの合唱(コーラス)  | KICC-1389 | キングレコード                 | 東京の合唱(コーラス)と同日発売。     |

### DVD
|     | 発売日         | タイトル                                              | 規格品番  | レーベル                       | 備考                                             |
| --- | -------------- | ----------------------------------------------------- | --------- | ------------------------------ | ------------------------------------------------ |
| 1st | 2012年10月10日 | 希望の歌 CHE SARA                                     | MHBL-207  | ソニー・ミュージックダイレクト | 特典映像として「CHE SARA」のビデオクリップを収録 |
| 2nd | 2018年9月5日   | Concert 2018 Tokyo Opera City Hall:TAKEMITSU MEMORIAL | KIBM-1068 | キングレコード                 |                                                  |

## 出演

### テレビ
- 日本テレビ『ウケウリ!!』
- NHK『おはよう日本』
- NHK 『第901回 歌謡コンサート〜しみる名曲 冬の歌景色〜』
- テレビ東京『木曜8時のコンサート〜名曲！にっぽんの歌〜』
- テレビ東京『E morning』
- TOKYO MX『Classic & Pops 2015』
- テレビ神奈川『ありがとッ!』
- テレビ長崎『Gopan』
- 長崎放送『あっ!ぷる』
- テレビ東京『ひるソン!』
- BSテレビ東京『徳光和夫の名曲にっぽん』

### 書籍
- 写真集「ダブル」（Hanna）

### YouTube
- 2019年：島根県大田市公式チャンネルにて大田市観光PRソング「フニクリ・フニクラ大田市版」・同英語字幕版　歌唱＆PVに出演